# Kasevälja
Kasevälja is een plaats in de Estlandse gemeente Alutaguse, provincie Ida-Virumaa. De plaats heeft de status van dorp (Estisch: küla) en telt 45 inwoners (2021).
Tot in oktober 2017 hoorde Kasevälja bij de gemeente Iisaku. In die maand werd Iisaku bij de fusiegemeente Alutaguse gevoegd.